# Harriette Robinson Shattuck

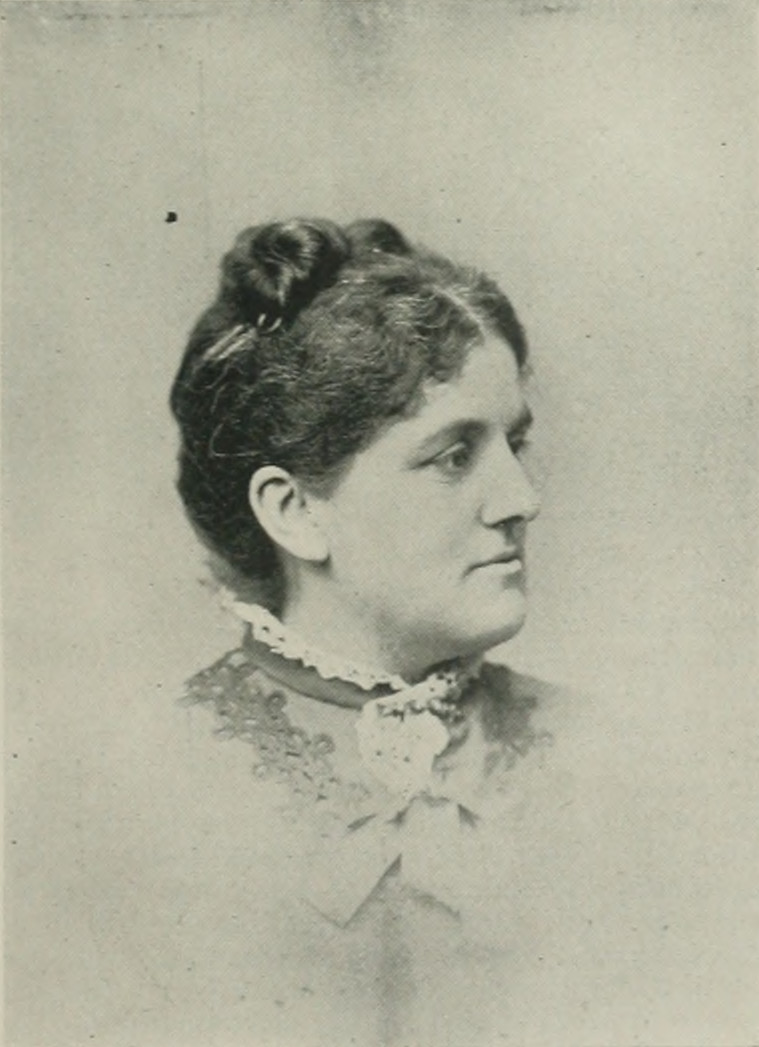
Harriette R. Shattuck, vor 1893

Harriette „Hattie“ Lucy Robinson Shattuck (* 4. Dezember 1850 in Lowell, Massachusetts; † 24. März 1937 in Malden, Massachusetts) war eine US-amerikanische Autorin, Lehrerin für parlamentarisches Geschäftsordnungsrecht und eine frühe Aktivistin für das Frauenwahlrecht. Shattuck war 1872 stellvertretende Schriftführerin des Repräsentantenhauses von Massachusetts und damit die erste Frau, die dieses Amt innehatte. Sie schrieb mehrere Bücher, darunter The Story of Dante's Divine Comedy (1887), Our Mutual Friend: A Comedy in Four Acts, Dramatized from Charles Dickens (1880), The "national" Method (1880), Marriage, Its Dangers and Duties (1882), Little Folks East and West (1891), Woman's Manual of Parliamentary Law (1891), The Woman's Manuel of Parliamentary Law (1895), Shattuck's Advanced Rules for Large Assemblies (1898), Our Mutual Friend: A Comedy, in Four Acts (1909) und Shattuck's Parliamentary Answers, Alphabetically Arranged (1915).

## Leben
Harriette Robinson war das älteste von vier Kindern von William Stevens Robinson und Harriet Hanson Robinson. Ihre Geschwister waren Elizabeth Osborne (1852–1926), William Elbridge (* 1854) und Edward Warrington (* 1859).
Shattuck wurde in den öffentlichen Schulen von Malden, MA, unterrichtet. Neben ihrem Jurastudium hatte sie den Vorteil einer mehrjährigen literarischen Ausbildung unter der Aufsicht von Theodore Dwight Weld. Als Erwachsene studierte sie weiterhin verschiedene Fächer, wobei sie sich in den späteren Jahren vor allem mit Philosophie und Politik beschäftigte.
Bald nach ihrem Schulabschluss begann sie, Geschichten für Kinder und Zeitungsartikel zu verschiedenen Themen zu schreiben, die sich hauptsächlich auf Frauen bezogen. Während ihr Vater Schriftführer im Repräsentantenhaus von Massachusetts war, diente sie als stellvertretende Schriftführerin und war damit die erste Frau, die diese Position in diesem Bundesstaat innehatte (1871–72).
Am 11. Juni 1878 heiratete sie Sidney Doane Shattuck, einen Kaufmann aus Malden.
Shattuck arbeitete als Sekretärin in der Geschäftsstelle der American Social Science Association in Boston. Während der fünf oder sechs Sommer zwischen 1879 und 1888, an denen sie an der Concord School of Philosophy teilnahm, schrieb sie Beiträge für den Boston Evening Transcript, in denen sie die Philosophie der verschiedenen großen Lehrer wie Platon, Hegel, Dante oder Goethe sorgfältig erläuterte und einem breiteren Publikum zugänglich machte. The Story of Dante's Divine Comedy (New York, 1887) war ein Ergebnis dieser Beiträge. Weitere Bücher aus dieser Zeit waren Our Mutual Friend (Boston, 1880), eine Dramatisierung von Dickens, und Little Folks East and West (Boston, 1891), ein Buch mit Kindergeschichten.
Shattuck interessierte sich für alle Bewegungen zur Förderung von Frauen, insbesondere für das politische Wahlrecht für Frauen. Ihre erste Rede für das Wahlrecht hielt sie 1878 in Rochester, NY. Danach sprach sie vor Ausschüssen des Kongresses und der Legislative von Massachusetts sowie auf zahlreichen Kongressen in Washington, D.C. und anderswo. Sie leitete eine der Sitzungen des ersten Internationaler Frauenrats, die 1888 in Washington stattfand. Sie war eine eher zurückhaltende öffentliche Rednerin und besser im Schreiben, wenn es sich nicht um Lehre zur Politik und des parlamentarischen Rechts oder die Leitung öffentlicher Sitzungen und Versammlungen handelte. Ihr populärstes wissenschaftliches Buch war das Woman's Manual of Parliamentary Law (Boston, 1891), ein Werk, das zu einem anerkannten Standardwerk wurde.
Zehn Jahre lang fungierte Shattuck als Präsidentin der National Woman Suffrage Association of Massachusetts. Sie war auch Präsidentin der Boston Political Class, die sie sieben Jahre lang leitete und in der die Wissenschaft der Regierung und die politischen Themen des Tages behandelt wurden. Sie war die Gründerin von The Old and New in Malden, einem der ältesten Frauenclubs des Landes. Sie war Mitglied der New England Woman's Press Association.
Shattuck starb am 24. März 1937 im Krankenhaus von Malden an einer Lungenentzündung und wurde auf dem Sleepy Hollow Cemetery in Concord, MA, beigesetzt. Ihr Nachlass befindet sich zusammen mit dem ihrer Mutter in der Schlesinger Library an der Harvard University.

## Werke (Auswahl)
- The Story of Dante's Divine Comedy (New York, 1887)
- Our Mutual Friend: A Comedy in Four Acts, Dramatized from Charles Dickens (Boston, 1880)
- The „National“ Method (1880)
- Marriage, Its Dangers and Duties (1882)
- Little Folks East and West (Boston, 1891)
- Woman's Manual of Parliamentary Law (Boston, 1891)
- The Woman's Manuel of Parliamentary Law (1895)
- Shattuck's Advanced Rules for Large Assemblies: A Supplement ... (1898)
- Our Mutual Friend: A Comedy, in Four Acts (1909)
- Shattuck's Parliamentary Answers, Alphabetically Arranged (1915)